# マゼラニックブリッジ
マゼラニックブリッジ(Magellanic Bridge)は、2つのマゼラン雲の間を結ぶ中性水素の流れであり、銀河間のHI領域である。赤経03h 11m、赤緯-77.5°に位置する。ほとんどは金属量の低いガスであるが、内部にいくつかの恒星も見られる。マゼラン雲と銀河系の間を結ぶマゼラニックストリームとは異なる。1963年にJ. V. Hindmanらによって発見された。